# Meunasah Gantung (Kembang Tanjong)
Meunasah Gantung is een bestuurslaag in het regentschap Pidie van de provincie Atjeh, Indonesië. Meunasah Gantung telt 388 inwoners (volkstelling 2010).